# Панфилов, Иван Васильевич
Ива́н Васи́льевич Панфи́лов (20 декабря 1892 (1 января 1893) или 1 (13) января 1893 , Петровск, Саратовская губерния — 18 ноября 1941, Гусенёво, Московская область) — советский военачальник, генерал-майор (4.06.1940), Герой Советского Союза (12.04.1942, посмертно).

## Биография
Родился (20 декабря 1892 года (1 января 1893 года) или 1 (13) января 1893 года в Петровске Саратовской губернии в семье мелкого конторского служащего. 
Отец — отставной военный писарь из мещан г. Петровска Саратовской губернии Василий Захарович Панфилов, мать — Александра Степановна.
Из-за ранней смерти матери (в 1904), после окончания третьего класса вынужден был оставить учёбу в четырёхклассном городском училище Петровска, с 1905 года работал в бакалейной лавке в Саратове по найму. Во время первой русской революции отец за участие в забастовке был уволен и уже не мог содержать семью.

### Первая мировая война
В октябре 1915 года был призван в Русскую императорскую армию. Военная служба началась в учебной команде 168-го запасного батальона. С марта 1917 года в составе 638-го пехотного Ольтинского полка 160-й пехотной дивизии 16-го армейского корпуса 9-й армии воевал на Юго-Западном фронте Первой мировой войны в звании фельдфебеля. В 1917 году был избран членом полкового комитета. Демобилизовался в 1918 году.

### Гражданская война
В октябре 1918 года добровольно вступил в Красную армию. Первой должностью красного командира стала командир взвода в 1-м Саратовском пехотном полку 25-й стрелковой дивизии. В составе полка участвовал в подавлении восстания Чехословацкого корпуса. С марта 1919 года служил в 20-й Пензенской стрелковой дивизии. Принимал участие в Уфимской операции. С августа воевал под Царицыном. В марте 1920 года заболел тифом. После болезни, с апреля участвовал в советско-польской войне, где воевал в должности командира взвода в 100-м стрелковом полку (по другим данным — командир разведывательного эскадрона). В 1920 году вступил в РКП(б). За героизм в советско-польской войне в 1921 году был награждён орденом Красного знамени.

### Межвоенный период
С сентября 1920 года боролся с бандитизмом на Украине сначала в должности командира взвода, а затем роты 100-го стрелкового полка. В марте 1921 года он был назначен командиром взвода 183-го отдельного пограничного батальона. В городе Овидиополь встретил Марию Ивановну, которая стала его женой.
В декабре перспективного командира направили в Киевскую объединённую пехотную школу, где Панфилов в течение двух лет проходил обучение. По окончании военной школы в 1923 назначен в 52-й Ярославский стрелковый полк на должность командира взвода, позже занимал должности помощника командира и командира роты.
В апреле 1924 года по собственной просьбе был переведён в 1-й Туркестанский стрелковый полк; с этого времени судьба Ивана Васильевича была тесно связана с Туркестаном. В полку служил командиром роты, помощником командира батальона, а затем начальником полковой школы. С мая 1925 по август 1926 года служил командиром роты и начальником пограничного поста Хорог (в Бадахшане, высокогорном регионе Таджикистана) в составе Памирского отряда.
С августа по октябрь Иван Васильевич исполнял должность командира Памирского отряда. С августа 1927 года служил начальником полковой школы 4-го Туркестанского стрелкового полка. В апреле 1928 года переведён на должность командира батальона 6-го Туркестанского стрелкового полка. В марте-июне 1929 года принимал участие в боях с басмачами. За боевые отличия в этих боях был награждён орденом Красного Знамени.
В марте 1931 года получил назначение на должность командира и комиссара 8-го отдельного стрелкового батальона местных войск. Окончил Высшие военные курсы, получил звание полковника.
В декабре 1932 года возглавил 9-й отдельный Туркестанский Краснознаменный горнострелковый полк (выделен из состава 3-й Туркестанской горнострелковой дивизии).
В 1936 году жена Панфилова, Мария Ивановна, участвовала во Всесоюзном совещании жён командиров РККА. В июле 1937 года был переведён в штаб Среднеазиатского военного округа на должность начальника квартирно-эксплуатационного отдела.
В 1938 году был награждён медалью «XX лет Рабоче-Крестьянской Красной Армии».
В октябре 1938 года Иван Васильевич получил назначение в город Фрунзе на должность военного комиссара Киргизской ССР. В это время жена Панфилова возглавила Свердловский райсовет города Фрунзе. За свою деятельность она была награждена орденом «Знак Почета». В июне 1941 года был выдвинут кандидатом в депутаты Верховного Совета Киргизской ССР 1-го созыва, но после начала войны выборы были отменены.

### Участие в Великой Отечественной войне
С 14 июля 1941 года Иван Васильевич приступил к формированию 316-й стрелковой дивизии. В эту дивизию набирались жители Алматы, Алматинской области и Фрунзе.
10 октября 316-я дивизия вступила в бой с противником и смогла нанести ему значительный урон. За бои в период с 10 октября по 5 ноября генерал-майор Панфилов был награждён орденом Красного Знамени.
16 ноября 2-й танковая дивизия вермахта атаковала позиции 316-й сд, в том числе в районе Дубосеково. Части дивизии во главе с Панфиловым вели тяжёлые оборонительные бои с превосходящими силами противника. В этих боях личный состав дивизии проявил массовый героизм. В ходе боев 16-20 ноября на Волоколамском направлении оборона 316-й стрелковой дивизии (с 17 ноября Краснознамённая, с 18 ноября — 8-я Гвардейская) была прорвана, дивизия вынуждена была отступать, остановившись лишь в районе Крюково.
Погиб 18 ноября 1941 года у Гусенёво (Московская область) от осколков немецкой миномётной мины. 8-я гвардейская дивизия 23 ноября получила почётное звание Панфиловской.
Вот как описывает момент гибели генерала Панфилова маршал (в 1941 году — гв. полковник) М. Е. Катуков, чья 1-я гвардейская танковая бригада поддерживала 316 сд:

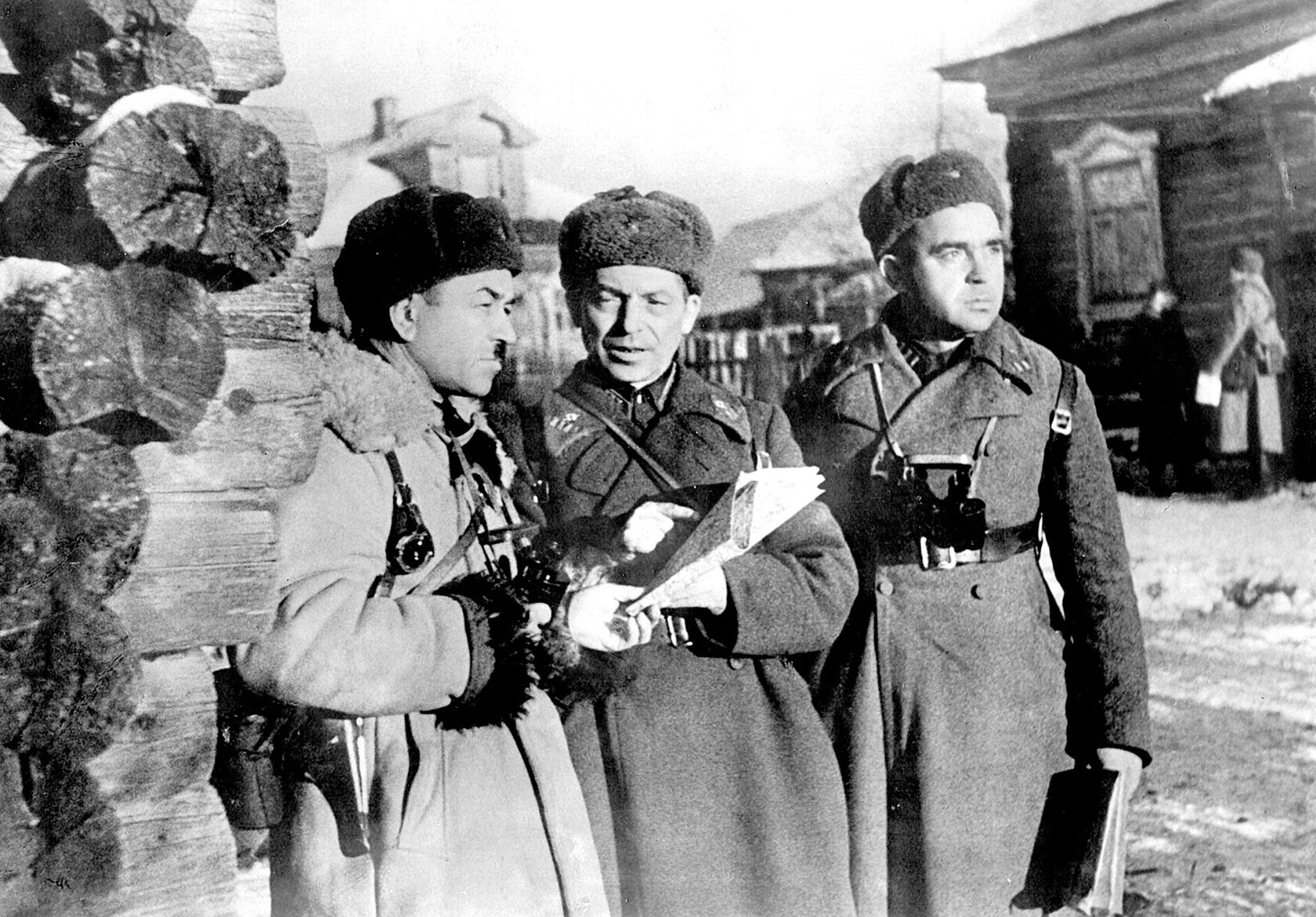
Командир 8-й гвардейской (316-й) стрелковой дивизии генерал-майор И. В. Панфилов (слева), начальник штаба дивизии полковник И. И. Серебряков и военком дивизии старший батальонный комиссар С. А. Егоров на рекогносцировке в деревне Гусенево. Последний снимок генерал-майора Ивана Панфилова. 18.11.1941. Фото. М. Калашникова

Утром 18 ноября два десятка танков и цепи мотопехоты снова стали окружать деревню Гусенево. Здесь в это время находился КП Панфилова — наспех отрытая землянка рядом с крестьянской избой. Немцы обстреливали деревню из миномётов, но огонь был неприцельным, и на него не обращали внимания.

Панфилов принимал группу московских корреспондентов. Когда ему сообщили о танковой атаке противника, он поспешил из землянки на улицу. За ним последовали другие работники штаба дивизии. Не успел Панфилов подняться на последнюю ступеньку землянки, как рядом грохнула мина. Генерал Панфилов стал медленно оседать на землю. Его подхватили на руки. Так, не приходя в сознание, он умер на руках своих боевых товарищей. Осмотрели рану: оказалось, крошечный осколок пробил висок.
Непосредственным свидетелем гибели генерала стал танкист 1 гв. тбр старший лейтенант Д. Ф. Лавриненко — самый результативный танкист Красной Армии за всю историю Великой Отечественной войны, — который находился рядом с его командным пунктом и был сильно потрясён гибелью Панфилова.
Указом Президиума Верховного Совета СССР «О присвоении звания Героя Советского Союза начальствующему и рядовому составу Красной Армии» от 12 апреля 1942 года за «образцовое выполнение боевых заданий командования и проявленные при этом отвагу и геройство» удостоен посмертно звания Героя Советского Союза.

## Награды
- Герой Советского Союза (12.04.1942, посмертно[8])
- Орден Ленина (12.04.1942, посмертно[8])
- Орден Красного Знамени (13.08.1921[2], 7.08.1929[2][12], 11.11.1941[5])
- Юбилейная медаль «XX лет Рабоче-Крестьянской Красной Армии» (22.02.1938[2])
- Медаль «За оборону Москвы», посмертно (1944[8])
- Именное оружие (пистолет «парабеллум») от Реввоенсовета СССР (26.11.1930)
- Именное оружие (пистолет Коровина) от ЦИК Киргизский АССР (28.02.1930)[13]

## Воинские звания
- полковник — 29 января 1936 года[4]
- комбриг — 26 января 1939 года
- генерал-майор — 4 июня 1940 года[3]

## Оценки и мнения
Маршал Советского Союза Константин Рокоссовский:

Простое открытое лицо, некоторая даже застенчивость вначале. Вместе с тем чувствовались кипучая энергия и способность проявить железную волю и настойчивость в нужный момент. О своих подчиненных генерал отзывался уважительно, видно было, что он хорошо знает каждого из них.
…Именно в этих кровопролитных боях за Волоколамск и восточнее его навеки покрыла себя славой панфиловская дивизия. Её в армии так и называли, и солдаты 316-й о себе говорили: «Мы — панфиловцы!». Счастлив генерал, заслуживший в массе бойцов так просто выраженную, но неизгладимую в сердцах любовь и веру.

## Тактика успеха

Надпись на стене Рейхстага с благодарностью Ивану Васильевичу Панфилову

И. В. Панфилов отличался заботой о простых солдатах. Есть сведения, что перед войной Панфилов слал депеши в Кремль с просьбами позаботиться о тёплых вещах, обмундировании для солдат и о других бытовых нуждах. В 1945 году военные корреспонденты запечатлели на стенах рейхстага надпись: «Мы панфиловцы Спасибо Батя за валенки».
По мнению внучки Айгуль Байкадамовой, Панфилову удалось найти «общий язык» со своей многонациональной дивизией, поскольку «он долгое время жил в Средней Азии, знал нравы, обычаи, языки этих народов и смог стать для них настоящим отцом-командиром».

## Семья и личная жизнь
По воспоминаниям внучки Айгуль Байкадамовой, Иван Васильевич Панфилов был «очень весёлым, требовательным и добрым человеком. Таким он запомнился со слов моей мамы Валентины Ивановны».
В семье было пятеро детей.
Дочь Валентина (1 мая 1923 — 16 июля 1995) в 1941 служила в дивизии отца в медсанбате. В последние дни войны была тяжело ранена в голову. После войны отправилась по комсомольской путевке в Казахстан, в Алма-Ату, где связала свою жизнь с Бахытжаном Байкадамовым, сыном Байкадама Каралдина, «врага народа», репрессированного в 1930-е годы, будущим основоположником хорового пения в Казахстане. В их семье родились дочери Айгуль, Балдырган и Алуа Байкадамовы.
Сын Панфилова — Владилен, полковник, лётчик-испытатель.
Майя Панфилова, младшая дочь (1935—2015) — театральный художник, поэт. Окончила Московское Театральное художественно-техническое училище (МТХТУ) в 1958 году, практику проходила в театре Ленинского Комсомола (ныне Ленком) и в 1964 году художественный институт им. Сурикова. Работала педагогом по изобразительному искусству и 36 лет в театрах Москвы гримёром и художником по костюмам (ГАБТ, ГИТИС, Московский гастрольный театр комедии, театр им. Н.Островского и др.), член Союза театральных деятелей России, член Международного Союза славянских журналистов, член Международной ассоциации писателей, Ветеран труда, академик Русской академии, избрана действительным членом Академии проблем безопасности и правопорядка, награждена за особые заслуги перед отечеством в области культуры и искусства орденом М. Ломоносова, лауреат Высшего совета форума «Общественное признание», многократный лауреат в номинации изобразительного искусства и литературного творчества. Автор более 600 картин (акварель, масло, графика), также работала в жанрах пейзажа, натюрморта, портрета и миниатюры, участник более 70 выставок, в том числе персональных. Автор более 50 литературных публикаций (стихи, проза, мемуары).
После смерти мужа Марию Ивановну Панфилову разбил паралич, но она смогла преодолеть свой недуг. В годы войны жила в Киргизской ССР, во Фрунзе. После того, как в апреле 1942 года генерал Панфилов получил звание Героя Советского Союза (посмертно), Михаил Калинин подарил вдове квартиру в Москве и дачу в Болшево. Семья переехала в столицу.

## Память
- Похоронен в Москве на Новодевичьем кладбище.

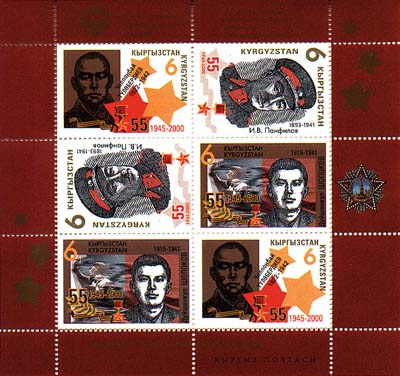
Почтовый блок Киргизстана, 2000 год: Иван Панфилов, Чолпонбай Тулебердиев, Дуйшенкул Шопоков

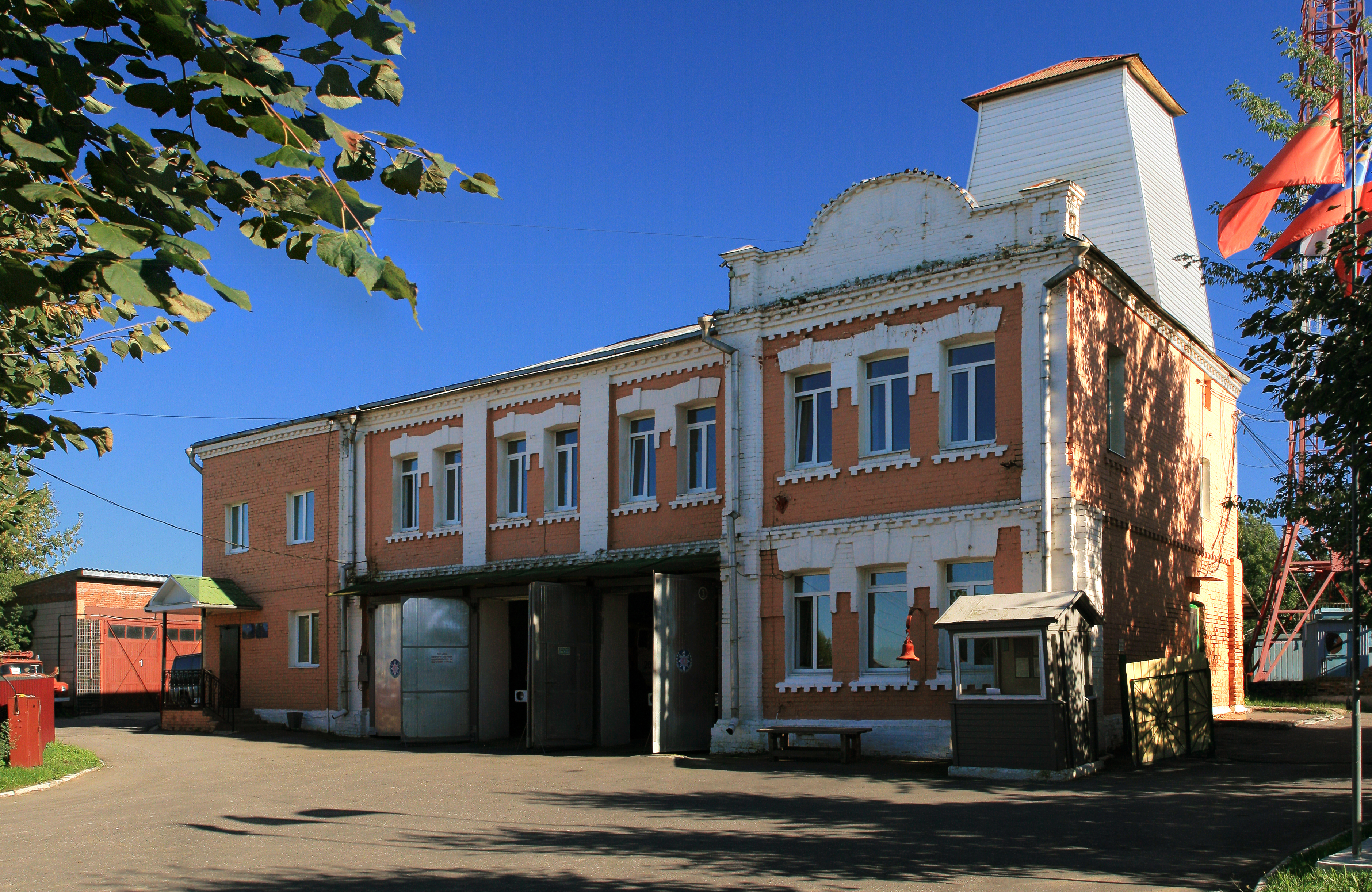
улица Панфилова в Волоколамске

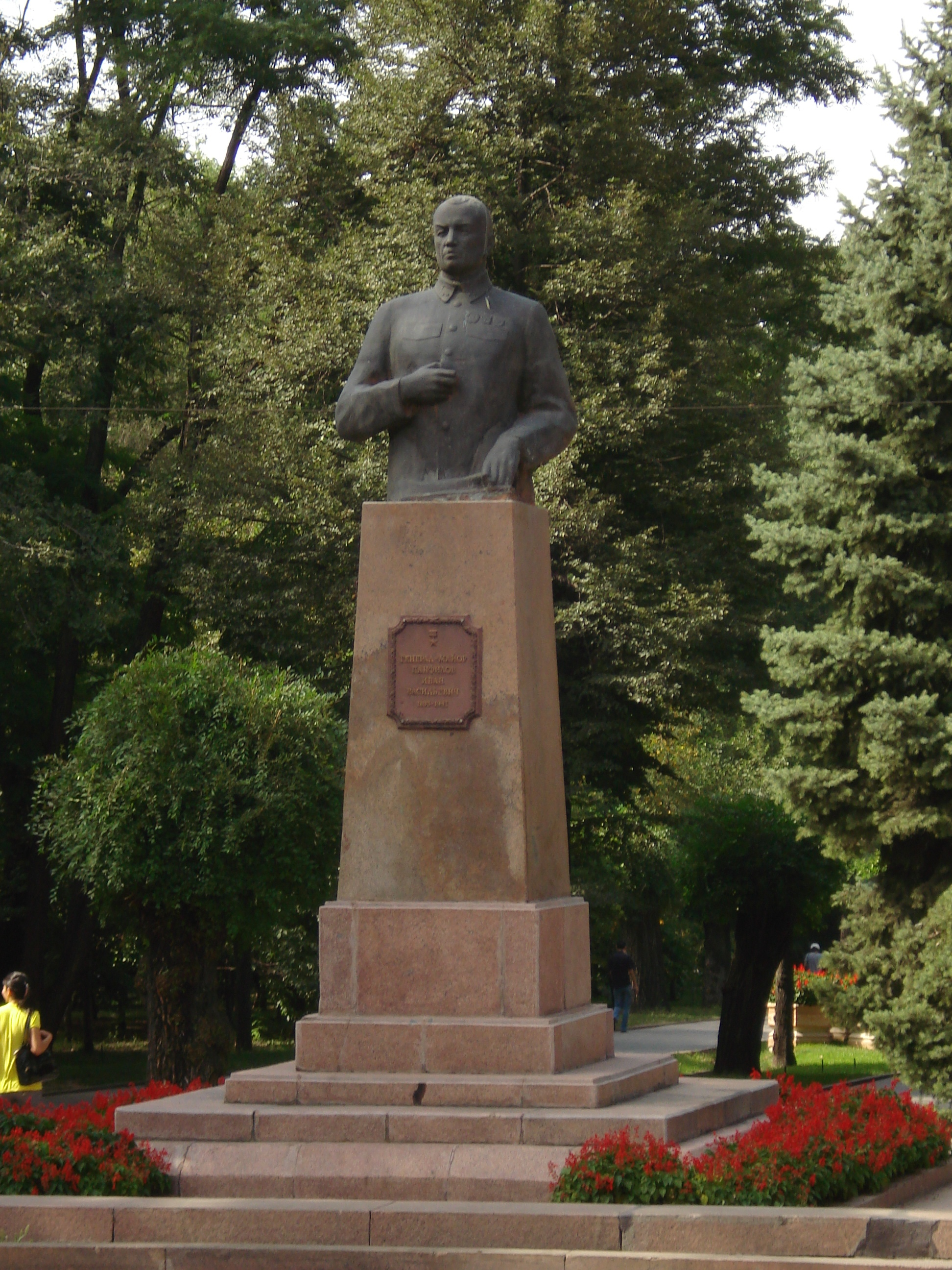
Памятник Панфилову в Алма-Ате у южного входа в парк имени 28 гвардейцев-панфиловцев

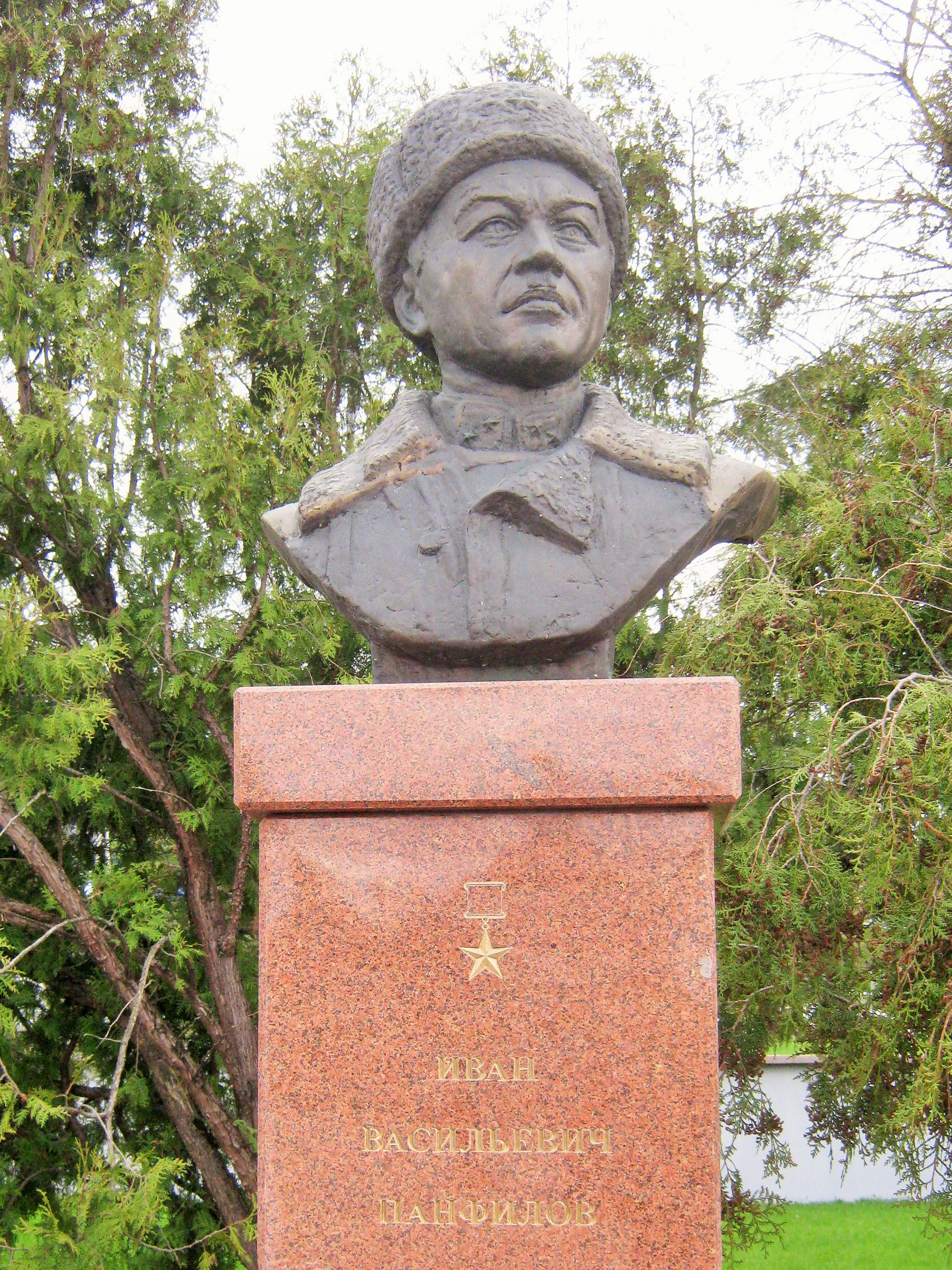
Бюст И. В. Панфилова на Октябрьской площади в Волоколамске

- На месте гибели в деревне Гусенево (сельское поселение Чисменское, Волоколамский район Московской области) установлен памятник.
- В Алматы в парке имени 28 героев-панфиловцев установлен памятник.
- Памятник в Бишкеке воздвигнут в результате конкурса 1941 года на памятник генералу Панфилову (авторы Аполлон Мануйлов, Александр Могилевский, Ольга Мануйлова, И. Фрих-Хар и М. Эпштейн)[16]. Это самый первый памятник в СССР, установленный в честь героя Великой Отечественной войны. Открытие состоялось в ноябре 1942 года. В декабре 2021 года памятник, отлитый из бетона с медной крошкой и затонированный под бронзу, был снят властями Кыргызстана. 5 декабря в Бишкеке состоялось торжественное открытие обновленного памятника Герою Советского Союза генерал-майору Ивану Панфилову. Оно приурочено к исторической дате — 80-летию героического подвига бойцов 316-й (8-й гвардейской) стрелковой дивизии под командованием Панфилова в решающей битве советских войск с фашистскими захватчиками под Москвой во время Великой Отечественной войны. Точная копия прежней статуи была отлита из бронзы в Свердловской области в рамках кыргызско-российского сотрудничества. Общая высота памятника составляет 9 метров. Постамент и стилобат выполнены из розового гранита, с трех сторон монумент украшен барельефами, на которых отражен героизм 28 панфиловцев[17].
- В Бишкеке именем Панфилова назван центральный парк.
- В городе Ош средняя школа № 23 носит имя И. Панфилова
- В Астане 9 мая 2015 года открыт памятник генералу Панфилову и 28-ми героям-панфиловцам.
- В городе Кызылорда   школа лицея  №5  носит имя И.Панфилова
- В Киргизской ССР в 1942 году был образован Панфиловский район Чуйской области.
- В Волоколамске на улице Панфилова — мемориальная доска на доме № 4; на Октябрьской площади города Волоколамска — бронзовый бюст.
- Его именем назывался город Жаркент (1942—1991 — Панфилов) и крупный посёлок в Казахстане в Алматинской области, село в Кыргызстане.
- Его именем названа школа в Таразе.
- Его именам названа школа 57 в Южно-Казахстанской области.
- Его имя носит школа № 54 города Алматы.
- Его имя носит школа № 116 города Самара.
- Его имя носит школа № 3 города Петровска Саратовской области — школа в которой он учился, также при школе находится музей И. В. Панфилова.
- Его имя носит школа № 64 города Саратова.
- Село имени И. В. Панфилова в Карасуском районе Костанайской области Республики Казахстан.
- Имя Панфилова носит 37-я десантно-штурмовая бригада Вооружённых сил Республики Казахстан.
- Имя Панфилова носит 8-я гвардейская мотострелковая дивизия Вооружённых сил Кыргызской Республики.
- Его именем названы улицы:
  - в Москве — Панфиловский проспект (Зеленоградский АО) и две улицы Панфилова — в Панфиловском районе Зеленоградского АО и в районе Сокол САО;
  - проспект Панфилова в Донецке;
  - улица им. Героев Панфиловцев в Донецке;
  - улица Панфилова в Луганске;
  - улица Панфилова в Волоколамске;
  - улица Панфилова в Алма-Ате;
  - улица Панфилова в Химках;
  - улица Панфилова в посёлке Ленинском Павлодарской области Республики Казахстан;
  - Улица имени Панфилова И. В. в Бишкеке;
  - улица Панфилова в Перми;
  - улица Панфилова в Краснодаре;
  - улица Панфилова в Липецке;
  - улица Панфилова в Нахабино;
  - улица Панфилова в Нелидово;
  - улица Панфилова в Дедовске;
  - улица Панфилова в Новоалтайске;
  - улица Панфилова в Саратове;
  - улица Панфилова в Йошкар-Оле;
  - улица Панфилова во Владивостоке;
  - Почтовая марка, 1963 год. 70 лет со дня рождения И. В. Панфилова.улица Панфилова в Санкт-Петербурге;
  - улица Панфилова в Акколе;
  - улица Панфилова в Минске;
  - улица Панфилова в Омске;
  - улица Панфилова в Кишинёве;
  - улица Панфилова в Батайске;

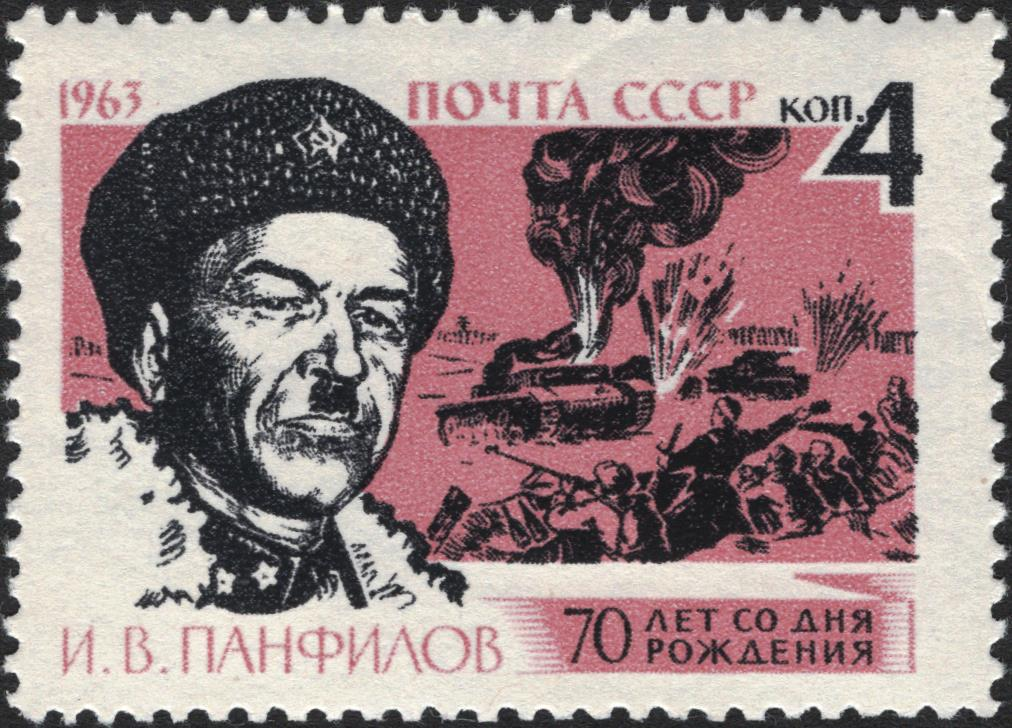
Почтовая марка, 1963 год. 70 лет со дня рождения И. В. Панфилова.

  - улица в его родном городе Петровск Саратовской области;
  - улица Панфилова в Воронеже;
  - улица Панфилова в Сумах, где также установлена стела в честь названия улицы;
  - улица Панфилова в Мариуполе;
  - улица Панфилова в Городце;
  - улица Панфилова в Темиртау.
  - улица Панфилова в Лисичанске, Луганская область
  - улица Панфилова в Петропавловске, Казахстан.
  - улица Панфилова в Черкесске, Карачаево-Черкесская республика.
  - улица Панфилова в Семее (Семипалатинск) Восточно-Казахстанская область Республики Казахстан
  - улица Панфилова в Зыряновске, Восточно-Казахстанская область, Республика Казахстан
  - улица Панфилова в ЗАТО г. Зеленогорск (пос. Орловка), Красноярский край
  - улица Панфиловцев в Новосибирске
  - улица Панфилова в г. Борисове, Минской области, Республика Беларусь.
  - улица Панфилова в с. Шарбакты Щербактинский район, Павлодарская область Республика Казахстан
  - ул. Бобо Джобирова в Душанбе до 2016 года носила название улицы Панфилова;

## Киновоплощения
- 1967 — «За нами Москва». В роли — Всеволод Санаев.
- 1984 — «Волоколамское шоссе». Фильм-спектакль МХАТа имени Горького по мотивам повести А. Бека. В роли Георгий Бурков.
- 1985 — «Битва за Москву». в роли Константин Степанков.
- 2013 — сериал «Бауыржан Момышулы», Казахстан. В роли — Виктор Ашанин.
- 2015 — «Последний рубеж». В роли — Юрий Цурило

## Документы
- Автобиография полковника И. В. Панфилова от 26 ноября 1938 года. // Военно-исторический журнал. — 1989. — № 1. — С.74-76.